# Gonzo (Studio)
K.K. Gonzo (jap. 株式会社ゴンゾ, Kabushiki-gaisha Gonzo) ist ein japanisches Animations-Studio. Die Gonzo-Animes sind teilweise in Deutschland bei verschiedenen Unternehmen als DVD veröffentlicht worden, auch liefen einige Serien wie zum Beispiel Blue Submarine No.6 oder Hellsing im deutschen Fernsehen.

## Geschichte
Im September 1992 wurde die Y.K. Gonzo (有限会社ゴンゾ, Yūgen-gaisha Gonzo, entspricht einer deutschen GmbH) von Mahiro Maeda, Hiroshi Yamaguchi, Shinji Higuchi und Shōji Murahama gegründet und produzierte Jingles für Space Shower TV. In den folgenden Jahren vergrößerte sich das Unternehmen und arbeitete an Filmen, PlayStation- und Sega-Saturn-Spielen mit. Im Mai 1996 wurde dann die auf CG-Animationen spezialisierte K.K. Digimation gegründet.
Im Jahr 1998 wurden dann mit Macross Dynamite 7 und Blue Submarine No. 6 die ersten Animes produziert. Ein Jahr später im Mai wurde die Unternehmensform in eine K.K. geändert. Im Februar 2002 fusionierten die K.K. Gonzo mit die K.K. Digimation zur K.K. Gonzo Digimation. Im Juli 2004 wurde es in K.K. Gonzo umbenannt. In der Zeit nach 2000 fand international und besonders in den USA ein Anime-Boom statt, dank dem Gonzo viele Investoren außerhalb Japans gewinnen konnte. Als sich der Boom nach 2006 jedoch zum Teil als Spekulationsblase herausstellte, fielen Gonzo wichtige Geldgeber weg und das Studio musste für einige Zeit seine Tätigkeit einstellen.
Im März 2008 gab die GDH-Gruppe bekannt, neue Titel zeitgleich zur Fernsehausstrahlungen auch als Streaming Video bei YouTube, CrunchyRoll und BOST weltweit mit englischen Untertiteln zur Verfügung zu stellen. Die Premiere fand am 4. April 2008 mit Druaga no Tō – The Aegis of Uruk statt.
Zu der Gruppe gehörten neben der K.K. Gonzo noch K.K. Gonzo Rosso Online, K.K. GDH Capital, K.K. G-creators (früher K.K. Creators.com), K.K. Future Visions Music, K.K. Gonzino und Go-n Productions. Insgesamt arbeiten bei GDF inzwischen 59 Mitarbeiter.
Im April 2009 benannte sich K.K. GDH in K.K. Gonzo um.
Im August 2016 erwarb die Werbeagentur Asatsu-DK 84 % der Aktien des Studios.

## Produktionen

### Fernsehserien
- 1998: Brain Powerd
- 2000: Gate Keepers
- 2000: Vandread
- 2001: Final Fantasy Unlimited
- 2001: Hellsing
- 2001: i -wish you were here-: Anata ga Koko ni Itehoshii
- 2001: Samurai Girl: Real Bout High School
- 2001: Vandread: The Second Stage
- 2002: Chōjūshin Gravion
- 2002: Full Metal Panic!
- 2002: Kiddy Grade
- 2002: Saishū Heiki Kanojo
- 2003: Chrono Crusade
- 2003: Dokkoida?!
- 2003: Gad Guard
- 2003: Kaleido Star
- 2003: Last Exile
- 2003: Peace Maker Kurogane
- 2004: Burst Angel
- 2004: Chōjūshin Gravion Zwei
- 2004: Gankutsuō
- 2004: Gantz
- 2004: Samurai 7
- 2004: Suna Bōzu
- 2005: Basilisk – Chronik der Koga-Ninja
- 2005: Black Cat
- 2005: Solty Rei
- 2005: Speed Grapher
- 2005: Transformer: Galaxy Force
- 2005: Trinity Blood
- 2006: Garasu no Kantai
- 2006: NHK ni Yōkoso!
- 2006: Red Garden
- 2006: Witchblade
- 2007: Afro Samurai
- 2007: Bokurano
- 2007: Dragonaut
- 2007: Dragonaut – The Resonance
- 2007: Getsumen to Heiki Mina
- 2007: Kaze no Stigma
- 2007: Romeo × Juliet
- 2007: Seto no Hanayome
- 2008: Blassreiter
- 2008: Druaga no Tō – The Aegis of Uruk
- 2008: Rosario + Vampire
- 2008: Rosario + Vampire Capu2
- 2008: S・A – Special A
- 2008: Strike Witches
- 2009: Druaga no Tō – The Sword of Uruk
- 2009: Saki
- 2009: Shangri-La
- 2011: Last Exile – Gin’yoku no Fam
- 2013: Inu to Hasami wa Tsukaiyō
- 2013: Kimi no Iru Machi
- 2013: Zettai Bōei Leviathan
- 2014: Blade & Soul
- 2015: Sore ga Seiyū!
- 2016: Ao no Kanata no Four Rhythm
- 2017: 18if
- 2017: Akiba’s Trip – The Animation
- 2018: Conception
- 2018: Hinomaru Sumo
- 2018: Kakuriyo no Yadomeshi

### Original Video Animations
- 1998: Blue Submarine No.6
- 2001: Vandread Taidōhen
- 2002: Gate Keepers 21
- 2002: Sentō Yōsei Yukikaze
- 2002: Vandread Gekitōhen
- 2004: Kaleido Star – New Wings Extra Stage
- 2005: Kaleido Star – Layla Hamilton Monogatari
- 2006: Kaleido Star – Good da yo! Goood!!
- 2007: Burst Angel: Infinity
- 2007: Dead Girls
- 2007: Dead Girls
- 2007: Strike Witches
- 2008: Seto no Hanayome OVA

### Weitere Anime-Produktionen
- 2006: Origin – Spirits of the Past (Film)
- 2007: Kiddy Grade -Ignition- (Film)
- 2007: Kiddy Grade -Maelstrom- (Film)
- 2007: Kiddy Grade -Truth Dawn- (Film)
- 2008: Hennako-chan (Web-Anime)
- 2009: Afro Samurai: Resurrection (Film)
- 2011: Copihan (Web-Anime)
- 2016: Last Exile – Gin’yoku no Fam – Over The Wishes (Film)
- 2018: Aru Zombie Shōjo no Sainan (Web-Anime)

### Weitere Produktionen
- Densha Otoko (Realfilm)
- G.I. Joe Sigma Six (US-TV)
- Full Metal Panic! The Anime Mission (Buch)
- Gate Keepers 1985 (Roman)
- Videoclip zum Lied Breaking the Habit der US-Band Linkin Park